# Merionoeda puella
Merionoeda puella es una especie de insecto coleóptero de la familia Cerambycidae. Estos longicornios son endémicos de Célebes (Indonesia).
Mide unos 7,7 mm.